# Mono
Mono je slobodan projekat otvorenog koda koga predvodi Novel u cilju stvaranja skupa alatki koji su saglasni sa .NET platformom, a u skladu sa Ecma standardom. Mono radi pod operativnim sistemima GNU/Linuks, BSD, Juniks, Mac OS X, Solaris i Microsoft Windows.

## Munlajt
Izvedba otvorenog koda Silverlajta, nazvana Munlajt, sastavni je deo Mona od verzije 1.9.

## Licenca
Mono je dvojno licenciran od strane Novela, slično ostalim proizvodima kao što su Qt i Mozilini programi. Monov C kompilator i alatke su licencirani pod GNU-ovom OJL, a od skoro i pod MIT licencom.

## Programi razvijeni uz pomoć Mona
- Banshee — muzički plejer za Gnom
- Beagle — alatka za pretragu
- Dash — upravljač datotekama za Gnom
- F-Spot — obrada fotografija
- gbrainy — igrica za Gnom
- MonoDevelop — IDE za stvaranje Mono programa
- MonoTorrent — Bittorent biblioteka
- Pinta — uređivač rasterske grafike za Gnom
- Second Life — virtuelni svet
- Smuxi — IRC klijent za Gnom

## Spoljašnje veze
- Mono projekat
- Monotač